# Annales Fuldenses

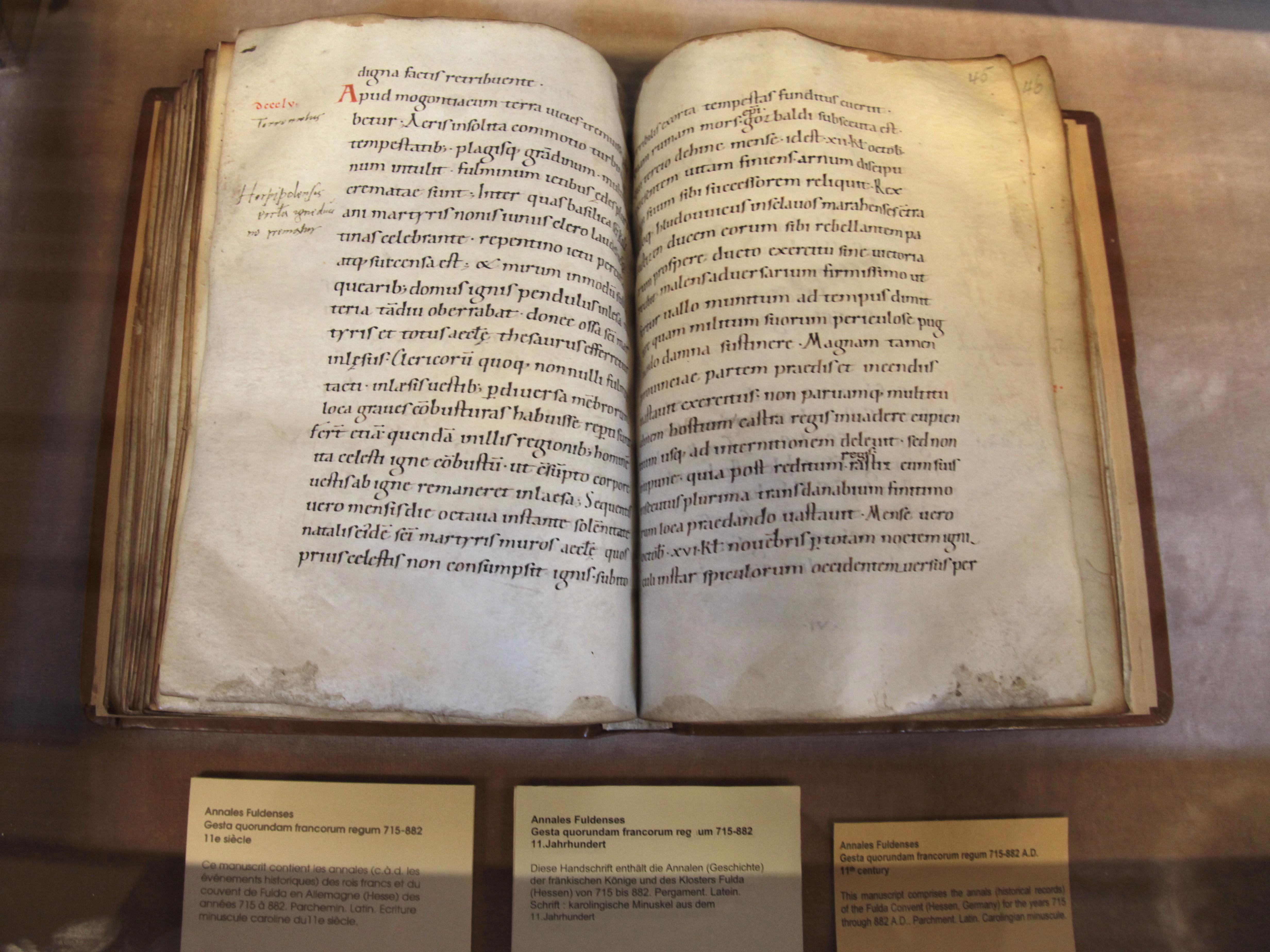
Cópia minúscula carolíngia do século XI dos Annales Fuldenses mantida na Biblioteca Humanista de Sélestat. Texto do ano 855: Terremoto em Mainz

Os Annales Fuldenses ou Anais de Fulda são crônicas francas orientais que cobrem independentemente o período desde os últimos anos de Luís, o Piedoso (falecido em 840) até pouco depois do fim do domínio carolíngio efetivo na Frância Oriental com a ascensão do rei-criança Luís III, em 900. Ao longo desse período, eles são um registro quase contemporâneo dos eventos que descrevem e uma fonte primária para a historiografia carolíngia. Eles são geralmente lidos como uma contraparte da narrativa encontrada nos Annales Bertiniani da Frância Ocidental.

## Autoria e manuscritos
Os Anais foram compostos na Abadia de Fulda em Hesse. Uma nota em um manuscrito foi feita para provar que as entradas até 838 foram compostas por Eginhardo, mas foi argumentado de forma convincente que isso pode ter sido apenas o colofão de um copista que entrou abusivamente na tradição do manuscrito, uma espécie de acidente nada incomum nos scriptoria medievais. Seja como for, uma segunda nota estabelece em bases mais sólidas a atribuição dos anais até 864 a Rodolfo de Fulda - monge beneditino -, cujo manuscrito, embora não conservado, é citado em fontes independentes e deixou vestígios na tradição. Alguns estudiosos acreditam que toda a obra foi reunida por um compilador desconhecido apenas na década de 870. Também foi sugerido que eles continuaram depois de 864 por Meinardo, mas muito pouco se sabe sobre esse continuador do trabalho de Rodolfo. No entanto, já depois de 863, os três (Kurze) ou dois (Hellman) grupos de manuscritos dos Anais se dividem em diferentes versões sobrepostas, continuando o trabalho de Rodolfo até 882 (ou 887) e 896 (ou 901). As duas supostas extensões principais foram denominadas continuações "Mainz" e "Baviera", respectivamente. A versão Mainz mostra fortes ligações com o círculo de Liuberto, Arcebispo de Mainz, e é escrito de uma perspectiva da Francônia e é partidário de Liubertp e dos reis que ele serviu. A continuação bávara provavelmente foi escrita em Regensburg até 896 e depois em Niederalteich. Uma nova edição é aguardada com ansiedade.

## Conteúdo
Os eventos registrados nos anais incluem a morte de Luís, o Piedoso, e a subsequente divisão do Império Franco em três partes no Tratado de Verdun. Depois de 860, os anais se concentram principalmente em eventos no leste da Frância e em seu rei Luís, o Germânico, e os filhos do rei. Os Annales também descrevem com alguns detalhes os ataques conduzidos pelos vikings no Império Franco de 845 em diante. Outros eventos registrados nos Annales incluem vários eventos "milagrosos", como cometas, terremotos e doenças. Os anais terminam em 901, um ano após a sucessão de Luís, a Criança.

## Importância
Juntamente com os Annales Bertiniani (Anais de Saint-Bertin), as narrativas francas ocidentais dos mesmos eventos, os Anais de Fulda são a principal fonte primária histórica para os estudos carolíngios do século IX.